# 第3護衛隊群
第3護衛隊群（だいさんごえいたいぐん、英称：Escort Flotilla 3 ）とは、海上自衛隊の護衛艦隊隷下の護衛艦部隊（護衛隊群）の一つであり、部隊は舞鶴基地及び大湊基地に配備されている。群司令は海将補（二）をもって充てられている。

## 沿革
- 1960年（昭和35年）12月1日：自衛艦隊隷下に「第3護衛隊群」が新編。

※ 編成（司令部、旗艦「しい」、第3護衛隊（「とち」、「まき」）、第4護衛隊（「つげ」、「かえで」、「もみ」）、第6護衛隊（「あさひ」、「はつひ」、「わかば」））
- 1961年（昭和36年）9月1日：護衛艦隊新編に伴い、第3護衛隊群が自衛艦隊直轄から護衛艦隊隷下に編成替え。
- 1962年（昭和37年）10月1日：第31護衛隊（「いすず」、「もがみ」）が舞鶴地方隊から編入。
- 1963年（昭和38年）3月31日：第4護衛隊を廃止。
- 1964年（昭和39年）
  - 2月27日：第32護衛隊（「おおい」、「きたかみ」）が新編。
  - 3月15日：第3護衛隊を廃止。
  - 12月10日：「ゆきかぜ」、第7護衛隊（「あけぼの」、「いかづち」、「いなづま」）が第1護衛隊群から編入。第6護衛隊を廃止。

※ 編成（司令部、旗艦「ゆきかぜ」、第7護衛隊、第31護衛隊、第32護衛隊）
- 1968年（昭和43年）12月16日：第32護衛隊を大湊地方隊へ編成替え。
- 1969年（昭和44年）
  - 3月15日：第9護衛隊が第1護衛隊群から、第10護衛隊が第2護衛隊群から編入。第7護衛隊を呉地方隊へ編成替え。
  - 10月1日：第31護衛隊を舞鶴地方隊へ編成替え。
- 1970年（昭和45年）2月12日：「ながつき」が直轄艦として編入。
- 1971年（昭和46年）2月1日：第12護衛隊（「はるかぜ」、「ゆきかぜ」）が新編。

※ 編成（司令部、旗艦「ながつき」、第10護衛隊、第12護衛隊）
- 1973年（昭和48年）12月16日：第11護衛隊（「たかなみ」、「おおなみ」、「まきなみ」）が第4護衛隊群から編入。第12護衛隊を廃止。

※ 編成（司令部、旗艦「ながつき」、第10護衛隊、第11護衛隊）
- 1977年（昭和52年）12月1日：第21護衛隊（「やまぐも」、「まきぐも」）が第2護衛隊群から編入。第11護衛隊を佐世保地方隊へ編成替え。
- 1983年（昭和58年）3月30日：「もちづき」が第1護衛隊群から直轄艦として編入。
- 1984年（昭和59年）3月30日：「はるな」が第2護衛隊群から、「てるづき」が第4護衛隊群から直轄艦として編入。第2護衛隊（「もちづき」、「ながつき」）が新編。第10護衛隊を廃止。
- 1987年（昭和62年）2月17日：第45護衛隊（「あさゆき」、「しまゆき」）が新編。第21護衛隊を佐世保地方隊へ編成替え。
- 1988年（昭和63年）3月23日：第63護衛隊（「あまつかぜ」、「しまかぜ」）が新編。

※ 編成（司令部、旗艦「はるな」、第2護衛隊、第45護衛隊、第63護衛隊）
- 1989年（平成元年）1月25日：第2護衛隊を舞鶴地方隊へ編成替え。
- 1990年（平成2年）3月6日：第42護衛隊（「みねゆき」、「はまゆき」）が第2護衛隊群から編入。

※ 編成（司令部、旗艦「はるな」、第42護衛隊、第45護衛隊、第63護衛隊）
- 1995年（平成7年）11月29日：「あまつかぜ」を除籍、第63護衛隊が廃止。「しまかぜ」を直轄艦。
- 1996年（平成8年）3月14日：第63護衛隊（「みょうこう」、「しまかぜ」）が新編。
- 1997年（平成9年）3月24日：隊番号の改正により、第42護衛隊が第3護衛隊に、第45護衛隊が第7護衛隊に改称。

※ 編成（司令部、旗艦「はるな」、第3護衛隊、第7護衛隊、第63護衛隊）
- 1999年（平成11年）3月23日：能登半島沖不審船事件が発生し、海上自衛隊創設以来初となる海上警備行動が発令され、第3護衛隊群司令が現場指揮にあたり、「はるな」「みょうこう」が不審船を追跡、警告射撃等を行った。
- 2008年（平成20年）3月26日：体制移行による護衛隊の改編。

※ 群直轄艦、第63護衛隊を廃止し、第3護衛隊（DDHグループ）、第7護衛隊（DDGグループ）の2個護衛隊へ。
- 2009年（平成21年）3月18日：「しらね」が第1護衛隊群から編入。「はるな」を除籍。
- 2015年（平成27年）3月25日：「ひゅうが」が第1護衛隊群から編入。「しらね」を除籍。
- 2019年（平成31年）2月27日：「しらぬい」が就役し、第7護衛隊に編入。「せとぎり」を第14護衛隊へ編成替え。

## 司令部編成
司令部は、舞鶴基地（舞鶴北吸（きたすい）係留桟橋）に置かれている。
- 護衛隊群司令
  - 首席幕僚
  - 各幕僚
  - 先任伍長

また、自衛艦隊#司令部の編成を参照。

## 部隊編成
※ 平成31年2月27日時点
- 第3護衛隊（舞鶴）
  - DDH-181 ひゅうが
  - DDG-175 みょうこう
  - DDG-177 あたご
  - DD-118 ふゆづき

- 第7護衛隊（大湊）
  - DD-103 ゆうだち
  - DD-112 まきなみ
  - DD-114 すずなみ
  - DD-120 しらぬい

### 以前の部隊編成
平成20年3月25日以前の部隊編成は下記の通りである。
- 直轄艦
  - DDH-141 はるな

- 第3護衛隊（舞鶴基地）
  - DD-114 すずなみ
  - DD-154 あまぎり

- 第7護衛隊（大湊基地）
  - DD-153 ゆうぎり
  - DD-155 はまぎり
  - DD-156 せとぎり

- 第63護衛隊（舞鶴基地）
  - DDG-175 みょうこう
  - DDG-177 あたご

平成27年3月24日までの部隊編成は下記の通りである。
- 第3護衛隊（舞鶴）
  - DDH-143 しらね
  - DDG-177 あたご
  - DD-112 まきなみ
  - DD-114 すずなみ

- 第7護衛隊（大湊）
  - DDG-175 みょうこう
  - DD-103 ゆうだち
  - DD-118 ふゆづき
  - DD-156 せとぎり

## 主要幹部
| 官職名          | 階級    | 氏名     | 補職発令日     | 前職                                                              |
| --------------- | ------- | -------- | -------------- | ----------------------------------------------------------------- |
| 第3護衛隊群司令 | 海将補  | 青木邦夫 | 2025年03月24日 | 大湊地方総監部幕僚長                                              |
| 首席幕僚        | 1等海佐 | 馬詰晃尚 | 2025年04月11日 | ありあけ艦長                                                      |
| 第3護衛隊司令   | 1等海佐 | 小圷聖一 | 2025年08月20日 | 情報本部勤務                                                      |
| 第7護衛隊司令   | 1等海佐 | 古賀丈憲 | 2024年12月20日 | 海上幕僚監部防衛部運用支援課 運用支援調整官 兼 運用支援課企画班長 |

| 代 | 氏名       | 在職期間                      | 出身校・期                     | 前職                                                                                    | 後職                                                | 備考                                   |
| -- | ---------- | ----------------------------- | ------------------------------ | --------------------------------------------------------------------------------------- | --------------------------------------------------- | -------------------------------------- |
| 01 | 関戸好蜜   | 1960年12月1日 1961年8月14日   | 海兵57期                       | 第2護衛隊群司令                                                                         | 海上自衛隊第1術科学校長                             |                                        |
| 02 | 星子直明   | 1961年8月15日 1962年4月30日   | 神高船（航） 昭和9年卒         | 技術研究本部第5研究所 第2部長                                                           | 自衛艦隊司令部付 →1962年7月1日 海上訓練指導隊群司令 | 1等海佐                                |
| 03 | 伍賀守雄   | 1962年5月1日 1963年6月30日    | 海兵61期                       | 海上幕僚監部総務部総務課長 →1962年2月16日 海上幕僚監部付                                | 統合幕僚会議事務局 第3幕僚室長                      |                                        |
| 04 | 渡部正通   | 1963年7月1日 1963年9月9日     | 海兵62期                       | 第5護衛隊司令 →1961年12月16日 防衛研修所所員                                            | 海上幕僚監部付 →1963年10月1日 退職                  |                                        |
| 05 | 内田一臣   | 1963年9月10日 1964年7月15日   | 海兵63期                       | 海上幕僚監部総務部人事課長 →1962年2月16日 海上幕僚監部付 →1963年8月1日 護衛艦隊司令部付 | 海上幕僚監部調査部長                                | 就任時1等海佐 1964年7月6日 海将補昇任  |
| 06 | 水谷秀澄   | 1964年7月16日 1965年11月15日  | 海兵62期                       | 護衛艦隊司令部幕僚長                                                                    | 練習艦隊司令官                                      | 就任時1等海佐 1965年1月1日 海将補昇任  |
| 07 | 本村哲郎   | 1965年11月16日 1967年1月15日  | 海兵65期                       | 海上幕僚監部総務部総務課長                                                              | 横須賀地方副総監                                    | 就任時1等海佐 1966年1月1日 海将補昇任  |
| 08 | 谷川清澄   | 1967年1月16日 1968年7月15日   | 海兵66期                       | 海上幕僚監部総務部人事課長                                                              | 統合幕僚会議事務局 第1幕僚室長                      |                                        |
| 09 | 今井梅一   | 1968年7月16日 1969年6月30日   | 海兵67期                       | 海上自衛隊幹部候補生学校 教育部長                                                       | 海上幕僚監部調査部長                                | 就任時1等海佐 1969年1月1日 海将補昇任  |
| 10 | 最上暢雄   | 1969年7月1日 1970年12月31日   | 海兵67期                       | 防衛大学校教授 →1969年3月17日 海上訓練指導隊群司令部付                                  | 海上幕僚監部付 →1971年3月16日 防衛研修所副所長      |                                        |
| 11 | 宮田敬助   | 1971年1月1日 1972年6月15日    | 海兵69期                       | 海上自衛隊少年術科学校長                                                                | 海上幕僚監部付 →1972年7月1日 同総務部長             |                                        |
| 12 | 寺部甲子男 | 1972年6月16日 1974年1月15日   | 海兵71期                       | 第1護衛隊司令                                                                           | 横須賀地方総監部付 →1974年4月1日 防衛大学校訓練部長 | 就任時1等海佐 1973年1月1日 海将補昇任  |
| 13 | 佐藤文夫   | 1974年1月16日 1975年7月31日   | 海兵73期                       | 海上幕僚監部総務部総務課長                                                              | 海上幕僚監部付 →1975年9月1日 同総務部長             | 就任時1等海佐 1974年7月1日 海将補昇任  |
| 14 | 秋山正之   | 1975年8月1日 1976年8月31日    | 海兵74期                       | 海上幕僚監部総務部 総務課長                                                             | 海上幕僚監部付 →1976年12月1日 同総務部長            |                                        |
| 15 | 小室祥悦   | 1976年9月1日 1977年12月4日    | 海兵74期                       | 海上幕僚監部調査部 調査第1課長                                                          | 練習艦隊司令官                                      |                                        |
| 16 | 植田一雄   | 1977年12月5日 1978年12月10日  | 海兵74期                       | 海上自衛隊第1術科学校 教育第1部長                                                       | 練習艦隊司令官                                      | 就任時1等海佐 1978年2月1日 海将補昇任  |
| 17 | 柳幸士朗   | 1978年12月11日 1979年12月4日  | 海兵75期                       | 自衛艦隊司令部幕僚                                                                      | 舞鶴地方総監部幕僚長                                | 就任時1等海佐 1979年3月16日 海将補昇任 |
| 18 | 菅田昭男   | 1979年12月5日 1980年12月4日   | 海兵76期・ 広島工専 昭和22年卒 | 海上自衛隊幹部学校教育部長                                                              | 練習艦隊司令官                                      |                                        |
| 19 | 田邊元起   | 1980年12月5日 1981年12月1日   | 海兵76期                       | 第1練習隊司令                                                                           | 練習艦隊司令官                                      | 就任時1等海佐 1981年3月16日 海将補昇任 |
| 20 | 小川正美   | 1981年12月2日 1983年12月19日  | 水産講習所・ 2期幹候           | 第52護衛隊司令                                                                          | 練習艦隊司令官                                      | 就任時1等海佐 1982年1月1日 海将補昇任  |
| 21 | 伊東隆行   | 1983年12月20日 1984年12月16日 | 海保大2期・ 6期幹候            | 横須賀地方総監部幕僚長                                                                  | 練習艦隊司令官                                      |                                        |
| 22 | 松本正幸   | 1984年12月17日 1985年12月19日 | 商船大・ 6期幹候               | 中央通信隊群司令                                                                        | 海上幕僚監部付 →1986年3月31日 退職                  |                                        |
| 23 | 白石洋介   | 1985年12月20日 1986年12月4日  | 防大1期                        | 護衛艦隊司令部幕僚長                                                                    | 開発指導隊群司令                                    | 就任時1等海佐 1986年7月1日 海将補昇任  |
| 24 | 堀内敏夫   | 1986年12月5日 1988年3月15日   | 防大3期                        | 舞鶴地方総監部防衛部長                                                                  | 大湊地方総監部幕僚長                                |                                        |
| 25 | 内田耕太郎 | 1988年3月16日 1988年12月14日  | 防大4期                        | 大湊地方総監部防衛部長                                                                  | 海上幕僚監部装備部長                                |                                        |
| 26 | 小田優秀   | 1988年12月15日 1989年12月14日 | 防大5期                        | 舞鶴地方総監部幕僚長                                                                    | 防衛大学校訓練部長                                  |                                        |
| 27 | 古賀雄次郎 | 1989年12月15日 1990年3月15日  | 防大7期                        | 海上幕僚監部防衛部 防衛課長                                                             | 呉地方総監部幕僚長                                  |                                        |
| 28 | 五味睦佳   | 1990年3月16日 1992年12月14日  | 防大8期                        | 護衛艦隊司令部幕僚長                                                                    | 練習艦隊司令官                                      |                                        |
| 29 | 牛来邦夫   | 1992年12月15日 1994年12月14日 | 防大9期                        | 大湊地方総監部幕僚長                                                                    | 自衛艦隊司令部幕僚長                                |                                        |
| 30 | 勝山 拓    | 1994年12月15日 1996年12月15日 | 防大12期                       | 海上幕僚監部人事教育部 人事課長                                                         | 練習艦隊司令官                                      |                                        |
| 31 | 古庄幸一   | 1996年12月16日 1997年12月7日  | 防大13期                       | 海上幕僚監部人事教育部 人事課長                                                         | 練習艦隊司令官                                      | 就任時1等海佐 1997年3月26日 海将補昇任 |
| 32 | 吉川榮治   | 1997年12月8日 1999年12月9日   | 防大15期                       | 舞鶴地方総監部幕僚長                                                                    | 練習艦隊司令官                                      |                                        |
| 33 | 香田洋二   | 1999年12月10日 2001年1月10日  | 防大16期                       | 護衛艦隊司令部幕僚長                                                                    | 海上幕僚監部防衛部長                                |                                        |
| 34 | 袴田忠夫   | 2001年1月11日 2001年12月2日   | 防大17期                       | 護衛艦隊司令部幕僚長                                                                    | 海上幕僚監部調査部長                                |                                        |
| 35 | 杉本正彦   | 2001年12月3日 2002年12月1日   | 防大18期                       | 護衛艦隊司令部幕僚長                                                                    | 練習艦隊司令官                                      |                                        |
| 36 | 河野克俊   | 2002年12月2日 2004年3月28日   | 防大21期                       | 海上幕僚監部防衛部 防衛課長                                                             | 佐世保地方総監部幕僚長                              |                                        |
| 37 | 古閑 修    | 2004年3月29日 2005年7月27日   | 防大16期                       | 海上訓練指導隊群司令                                                                    | 開発隊群司令                                        |                                        |
| 38 | 宮崎行隆   | 2005年7月28日 2007年7月3日    | 防大20期                       | 情報業務群司令                                                                          | 海上自衛隊幹部候補生学校長                          |                                        |
| 39 | 鍜治雅和   | 2007年7月4日 2008年11月30日   | 防大24期                       | 護衛艦隊司令部幕僚長                                                                    | 防衛監察本部監察官                                  |                                        |
| 40 | 堂下哲郎   | 2008年12月1日 2010年3月28日   | 防大26期                       | 護衛艦隊司令部幕僚長                                                                    | 海上自衛隊幹部候補生学校長                          |                                        |
| 41 | 佐伯精司   | 2010年3月29日 2011年8月4日    | 東京大・ 35期幹候              | 海上幕僚監部指揮通信情報部 指揮通信課長                                                 | 統合幕僚監部 指揮通信システム部長                   |                                        |
| 42 | 北川文之   | 2011年8月5日 2012年12月3日    | 防大26期                       | 自衛艦隊司令部作戦主任幕僚                                                              | 練習艦隊司令官                                      |                                        |
| 43 | 中畑康樹   | 2012年12月4日 2014年12月14日  | 防大30期                       | 潜水艦隊司令部幕僚長                                                                    | 練習艦隊司令官                                      |                                        |
| 44 | 眞鍋浩司   | 2014年12月15日 2016年12月19日 | 防大28期                       | 自衛艦隊司令部作戦主任幕僚                                                              | 練習艦隊司令官                                      |                                        |
| 45 | 梶元大介   | 2016年12月20日 2018年12月19日 | 防大32期                       | 横須賀地方総監部管理部長                                                                | 練習艦隊司令官                                      |                                        |
| 46 | 石巻義康   | 2018年12月20日 2020年12月21日 | 防大36期                       | 海上幕僚監部人事教育部 厚生課長                                                         | 練習艦隊司令官                                      |                                        |
| 47 | 池内 出    | 2020年12月22日 2023年3月29日  | 防大35期                       | 自衛艦隊司令部作戦主任幕僚                                                              | 海洋業務・対潜支援群司令                            |                                        |
| 48 | 横田和司   | 2023年3月30日 2025年3月23日   | 防大41期                       | 海上幕僚監部防衛部防衛課長                                                              | 統合作戦司令部作戦部副部長                          |                                        |
| 49 | 青木邦夫   | 2025年3月24日                 | 防大41期                       | 大湊地方総監部幕僚長                                                                    |                                                     |                                        |